# Dumpster fire

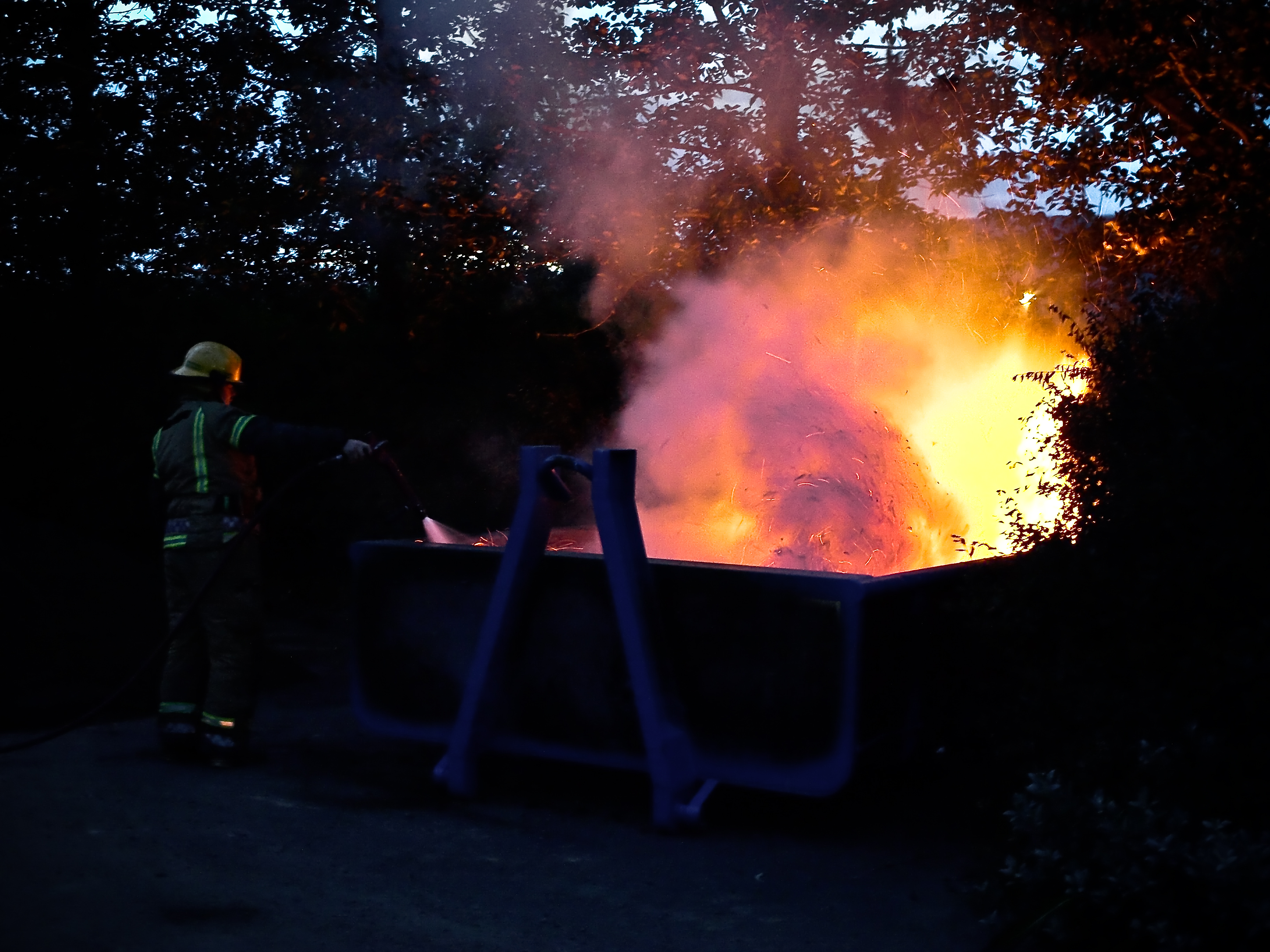
El término «dumpster fire» («incendio de basurero») se deriva de los incendios que comienzan en los contenedores de basura, a los que en los Estados Unidos se les conoce como «dumpster».

«Dumpster fire» («Incendio de basurero» o «basurero en llamas») es un término informal en los Estados Unidos que se utiliza para describir una situación catastróficamente mala. Ha aparecido en forma metafórica ya en 2003 y ganó tracción en 2010 en el mundo de los deportes. El término se utilizó mucho en 2016 para describir las elecciones presidenciales de Estados Unidos de ese año.

## Etimología
El término «dumpster fire» se deriva de los incendios que comienzan en grandes contenedores de basura. Estos contenedores a menudo se denominan «dumpster» en los Estados Unidos en referencia a la marca de contenedores de basura Dempster Dumpster de ese país, que finalmente se coloquializó como un término genérico para un contenedor de basura.

## Historia
El primer uso conocido del término se remonta a una reseña de 2003 de una nueva versión de The Texas Chainsaw Massacre, en la que Bill Muller de The Arizona Republic dijo que la película era «the cinematic equivalent of a dumpster fire - stinky but insignificant» («el equivalente cinematográfico de un incendio en un basurero, apestoso pero insignificante»). Urban Dictionary agregó una definición para el término ya en 2008, con una entrada que lo enumera como «a laughably poor performance» («un desempeño ridículamente pobre»). El uso de «dumpster fire» permanecería relativamente oscuro a lo largo de la década de 2010, pero comenzaría a usarse de manera generalizada en 2010 en el mundo de los deportes estadounidenses, donde los equipos que se desempeñaron excepcionalmente mal serían etiquetados con el término en noticias, redes sociales y programas de radio.
A finales de 2015, el término pasó al ámbito de la política, y en particular a las elecciones presidenciales de Estados Unidos de 2016. The Daily Beast sugirió que estaba vinculado al candidato del Partido Republicano Donald Trump, y las búsquedas de Google aumentaron cuando anunció su carrera presidencial en octubre de 2015. Ese año, «dumpster fire», así como los dos emoji que representan las palabras individuales, «🗑️🔥», se anunció como la palabra del año de la American Dialect Society, superando a «woke» en una segunda vuelta. El presidente de la votación, el sociolingüista Ben Zimmer, razonó que la gente usaba la palabra para describir el año desagradable de una manera «colorida y evocadora», y agregó que era un término adecuado para «tiempos pesimistas».
En marzo de 2018, se agregó «dumpster fire» al diccionario Merriam-Webster, definido como «an utterly calamitous or mismanaged situation or occurrence» («una situación o suceso completamente calamitoso o mal administrado»).

## Análisis
Claire Fallon del HuffPost comenta que el término podría derivar parte de su ridículo de las consonantes en «dumpster», argumentando que las tres consonantes oclusivas en solo dos sílabas podrían ser naturalmente divertidas de una manera similar a las palabras inventadas por el Dr. Seuss. Fallon también comenta que la frase es «demasiado grandiosa y demasiado poco seria para el lenguaje común», señalando que uno no se referiría ni al Oriente Medio ni a un colega como un «dumpster fire», pero por diferentes razones.
Después de que la palabra fue agregada al diccionario Merriam-Webster, NPR comentó que la palabra era más de la variedad «I know it when I see it» («Lo sé cuando lo veo»), otra expresión utilizada en los Estados Unidos, pero dijo que la metáfora también era una «frase para nuestro tiempo» y que la gente «no querría vivir sin ella». CNN también comentó que el término mostró relevancia, destacando el escándalo Stormy Daniels-Donald Trump, la ciclogénesis explosiva y el Draft de la NFL de 2018.
Varios periodistas que respondieron a las preguntas de Erin Gloria Ryan en su artículo en The Daily Beast sobre el término tenían la expectativa o esperanza de que el término pasara de moda, argumentando que se usó en exceso durante el ciclo electoral estadounidense.